# كيزانوفا
كيزانوفا هي كومونا (بلدية) في مدينة تورينو الحضرية في منطقة بيمنتة الايطالية، وتقع على بعد حوالي 40 كيلومترا (25 ميلا) شمال تورينو.
تقع كيزانوفا على حدود البلديات التالية: فراسينيتو وبونت كانافيس وبورجيالو وكورغني